# Eupithecia phoeniceata
Eupithecia phoeniceata là một loài bướm đêm thuộc họ Geometridae. Loài này được tìm thấy ở châu Âu.
Sải cánh dài 18–22 mm. The moths gặp ở tháng 8 đến tháng 9 tùy theo địa điểm.
Ấu trùng ăn Cupressus macrocarpa và other cultivars.